# Amastris affinis
Amastris affinis är en insektsart som beskrevs av Broomfield 1976. Amastris affinis ingår i släktet Amastris och familjen hornstritar. Inga underarter finns listade i Catalogue of Life.